# 兵主神社 (岸和田市)
兵主神社（ひょうずじんじゃ）は、大阪府岸和田市にある神社。延喜式神名帳に記載されている和泉国の式内社である。旧社格は郷社。「大宮」とも呼ばれ、最寄駅である和泉大宮駅の由来となった。

## 歴史
加守郷12か村の総社である。天正年間（1573年 - 1593年）に兵火に遭い、多くの記録を焼失したため創建年代は不明だが、延喜式神名帳に和泉国和泉郡の延喜式内社二十八座のひとつであるという記載がある。
安土桃山時代に豊臣秀吉によって本殿が再建されている。
寛文6年（1629年）の古文書に「能おわりて候て六十二年と覚え候」という記載があることから逆算して永禄10年（1567年）まで能が舞われたと考えられる。その能に使用されたとされる9面の能面は現存し、「天降の面」といわれる。寛保3年（1743年）、岸和田藩主より桐箱及び金襴の面袋が寄贈された。
1873年（明治6年）に郷社に列格した。

## 祭神
- 主祭神 - 天照皇大神、八幡大神、菅原道真公

## 境内
- 本殿（重要文化財） - 安土桃山時代に豊臣秀吉によって再建。三間社流造、正面軒唐破風付、檜皮葺。

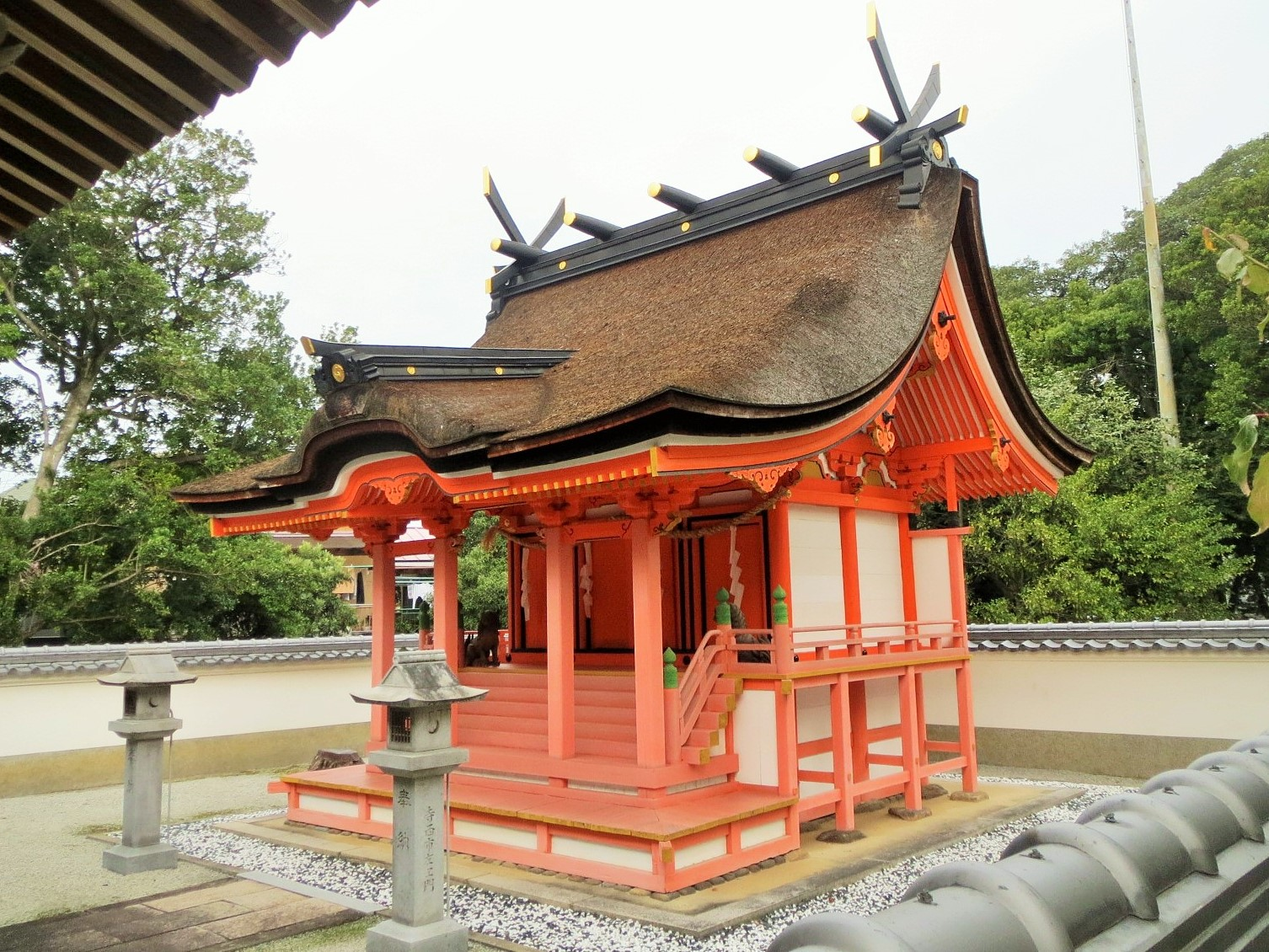
本殿

- 拝殿
- 社務所
- 牛王神社
- 龍王神社
- 十三重石塔
- 大宮稲荷社
- 大宮戎神社
- 厳島神社

## 文化財

### 重要文化財
- 本殿 - 安土桃山時代、三間社流造、正面軒唐破風付、檜皮葺。1924年（大正13年）4月15日指定[1]。

### 岸和田市指定有形文化財
- 能面 附：紙製面1面、面袋9枚、木箱1合および面袋献納記1通

### 岸和田市指定天然記念物
- 兵主神社社叢

## 祭事
- 祭旦祭
- 恵比寿祭
- 稲荷祭
- 春祭
- 夏祭
- 牛神祭
- 秋祭
  - 岸和田十月祭礼
- 冬祭

## 現地情報
- 所在地
  - 大阪府岸和田市西之内町1-1
- 交通アクセス
  - 南海本線・和泉大宮駅より徒歩15分
- 駐車場
  - あり